# Arturo Kenny
Arturo Kenny   (Buenos Aires, 12 de desembre de 1889 - Després de 1924) va ser un jugador de polo argentí, d'origen irlandès, que va competir durant les dècades de 1920 i 1930.
El 1924 va prendre part en els Jocs Olímpics de París, on guanyà la medalla d'or en la competició de polo. Kenny compartí equip amb Juan Miles, Guillermo Naylor, Juan Nelson i Enrique Padilla. Aquesta va ser la primera medalla d'or argentina de la història en uns Jocs Olímpics.